# Racconti proibiti... di niente vestiti
Pour plus de détails, voir Fiche technique et Distribution.
Racconti proibiti... di niente vestiti est une comédie érotique italienne réalisée par Brunello Rondi et sortie en 1972.

## Synopsis
À l'époque du pape Alexandre VI (1431-1503), Lorenzo del Cambio (Rossano Brazzi), un peintre et poète, incite Uccio, le fils d'un de ses amis, à faire l'amour en lui racontant des histoires libertines de Boccace. Le garçon n'apprend que trop bien les leçons et vole au maître une bulle papale qui lui permettra de forniquer dans un couvent. À la fin, le peintre meurt, accompagnant la Mort sous la forme d'une femme nue.

## Fiche technique
- Titre original : Racconti proibiti... di niente vestiti[1]
- Réalisation : Brunello Rondi
- Scenario :	Roberto Leoni, Franco Bucceri, Brunello Rondi
- Dialogues : Giorgio Piferi d'après Boccace
- Photographie :	Luciano Trasatti (it)
- Montage : Marcello Malvestito
- Musique : Stelvio Cipriani
- Décors : Gianfrancesco Ramacci
- Costumes : Monica Salinelli
- Production : Oscar Brazzi
- Société de production : Chiara Films Internazionali
- Pays de production :  Italie
- Langue originale : Italien
- Format : Couleurs - 2,85:1 - Son mono - 35 mm
- Durée : 103 minutes
- Genre : Decamerotico
- Dates de sortie :
  - Italie : 30 octobre 1972

## Distribution
- Tina Aumont : Dirce
- Janet Ågren : Maddalena

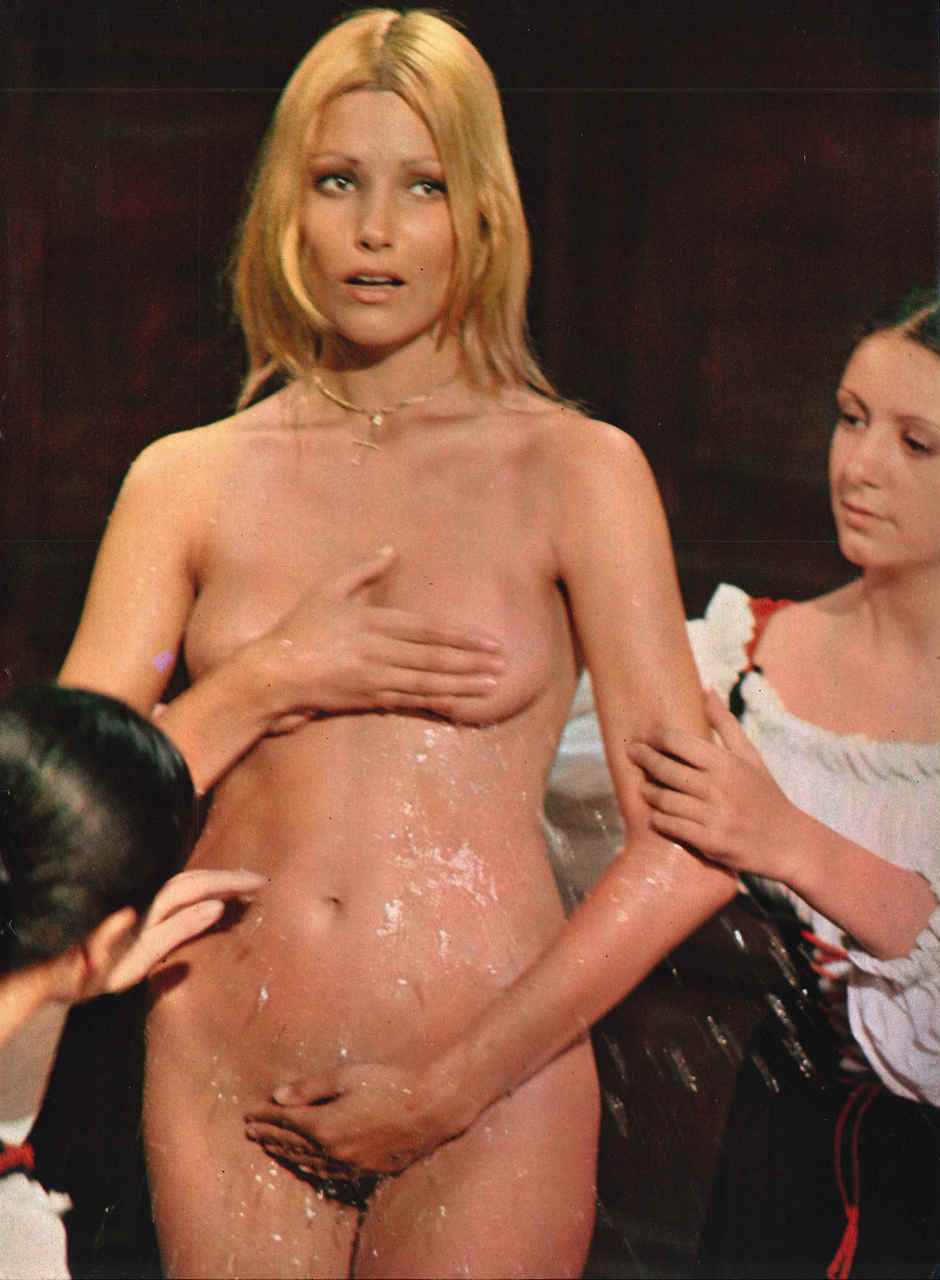
Janet Ågren dans une scène du film.

- Rossano Brazzi : Lorenzo del Cambio
- Barbara Bouchet : Lucrezia degli Uberti
- Magali Noël : Prudenzia
- Silvia Monti : Felicita
- Enzo Cerusico : Roméo
- Leopoldo Trieste : le mari de Fiora
- Venantino Venantini : le soldat de Sicile
- Karin Schubert : la paysanne
- Monica Strebel : le mort
- Mario Carotenuto : frère Bernardone
- Lydia Brazzi : sœur Amalia
- Norberto Botti : Morando
- Paola Corazzi : Fiora
- Ben Ekland : Uccio
- Antonio Falsi : Sarnacchione di Casteltroia
- Michael Forrest : Bastianazzo
- Renato Malavasi : Giappo de' Guidacci
- Ghigo Masino :
- Didi Perego : Giulietta
- Marisa Traversi : la prieuresse

## Production
Le film devait initialement s'intituler Maestro d'amore. Selon une déclaration du réalisateur, plutôt que d'adapter directement le Décaméron de Boccace ou Le Décaméron de Pasolini, il s'est inspiré de l'atmosphère de l'Histoire de Tom Jones, enfant trouvé de Henry Fielding et du film Tom Jones de Tony Richardson qui s'y rapporte.
Les extérieurs ont été tournés principalement à San Gimignano et Poggibonsi (tous deux dans la province de Sienne), avec diverses séquences tournées dans la région de Manziana (ville métropolitaine de Rome Capitale).